# 瓦伦蒂诺·加洛
瓦伦蒂诺·加洛（義大利語：Valentino Gallo，1985年7月17日—），意大利水球运动员。他曾代表意大利参加2008年、2012年和2016年夏季奥林匹克运动会水球比赛，获得一枚银牌和一枚铜牌。